# Empire du Tibet
629–877
Entités précédentes :
- Kongpo
- Sumpa
- Tuyuhun
- Zhang Zhung

Entités suivantes :
- Royaume de Gugé
- Ü

L'empire du Tibet (tibétain : བོན་ཆེན་པོ།, Wylie : bon chen po) remonte au VIIe siècle. Une monarchie d’une certaine importance émerge alors sur le territoire du plateau du Tibet, marquant sa naissance comme entité politique unifiée. Des conquêtes successives, initiées par Songtsen Gampo en 627, en feront un empire dont l’apogée sera entre 780 et 790 et qui se terminera en 877, avec la fin de la dynastie Yarlung.
Les rois ou empereurs de la dynastie Yarlung, dans la vallée duquel leur capitale de Yumbum Lhakang aurait tout d’abord été installée, prétendent remonter au IIe siècle av. J.-C., où le mythique Nyatri Tsenpo descendu du ciel aurait été intronisé (en -127 selon l’historiographie traditionnelle). Leur chefferie de Sheboye deviendra un royaume appelé Pugyäl (Tufan ou Tubo 吐蕃 par les Chinois et Tüböt par les Mongols, d’où le nom de Tibet).
Ayant conquis le royaume Zhang Zhung en 645, ils contrôleront le territoire jusqu’au milieu du IXe siècle, étendant au faîte de leur puissance leur emprise jusqu’en Mongolie et au Bengale, et menaçant les empires chinois et abbasside. À partir de 846, le pouvoir central s’efface au profit des féodaux. Suit une période de division politique jusqu'à l'arrivée des Mongols de la dynastie Yuan au XIIIe siècle.

## Les petits royaumes
Durant les premiers siècles de l’ère chrétienne, en dehors du Zhang Zhung qui se développe à partir du cours supérieur du Sutlej (actuel Kinnaur, Himachal Pradesh), un ensemble culturel et politique qui donnera naissance à l’Empire tibétain se constitue à partir de la vallée du Yarlung et des vallées voisines de la Lhassa, de la Nyamchu et de la Nyiyam. Sur l’ensemble du futur Tibet, des chefferies ou fédérations de tribus à la fois rivales et alliées constituent les « royaumes » que les traditions chiffrent à quarante ou douze. Un document retrouvé à Dunhuang en donne la liste suivante :
- Zhang Zhung au Ngari et au Ladakh ;
- Nyamrochegar, Norbo et Nyamroshambo à Jamtse et à Shigatse ;
- Chomonamsung s'étendant de Yadong au Sikkim ;
- Gyirojamen, Yambochasung et Lhongmoroyasung le long de la rivière Lhassa ;
- Yaroyuxi, Eryubamgar et Eiyuchuxi dans la région de Shannan ;
- Gongbozhena à Gongbo ;
- Nyamyudasung à Nyambo ;
- Tabozhuxi à Tagung ;
- Shenyuguyu dans la région de Samyé ;
- Sobiyasung du nord du plateau tibétain à Yushu et Gamze ;
- Sheboye, berceau des fondateurs de l’empire, à Qoingye dans la région de Shannan.

C’est sur ce dernier royaume qui deviendra Tubo, le Tibet, que l’on a le plus d’informations, bien qu’elles soient souvent nettement postérieures à la fondation de l’empire.

## Pugyäl et la naissance de l’empire

Carte des quatre « cornes » (divisions administratives) de l'empire au VII.

L’écriture tibétaine fit son apparition au VIIe siècle sous le règne de Songtsen Gampo. Bien que les documents historiques contiennent de nombreuses anecdotes concernant les rois (tsenpo) de la dynastie Yarlung, seuls les onze derniers ont laissé des traces historiques fiables[pas clair] et il subsiste énormément d’incertitudes quant à la genèse de la dynastie et du royaume de Pugyäl en général. Les Annales des rois du Tibet (en anglais : The Clear Mirror), rédigées par Sonam Gyaltsen des Sakyapa, relatent que le premier roi légendaire Nyatri Tsenpo était assisté de trois shangs et d’un lun, shang désignant les oncles maternels, probablement chefs des sous-tribus, et lun les serviteurs ou officiers royaux. Les positions de dalun, premier ministre, et d’anben, responsable de la collecte des impôts et tributs, auraient été créées par le 16e tsenpo, Zanam Zindé. Les biens possédés par les nobles et chefs de tribu l’étaient par délégation royale, et le souverain pouvait les confisquer pour manque de loyauté ; elles lui revenaient en cas d’absence de descendance mâle.
Drigum Tsenpo est, selon la tradition, le 8e roi et le premier à avoir perdu l’immortalité dans un combat contre son palefrenier. Selon la version historique, il aurait été tué par Armodaze, chef d’une sous-tribu, qui aurait également exilé les fils de Drigum Tsenpo à Gongbo où l’un d’eux devint roi. L’autre revint à la tête d’une armée pour reprendre le trône et tuer l’usurpateur. Il aurait fait bâtir la forteresse de Qoinwadaze à Qoinye, ainsi qu’un grand mausolée pour son père, donnant peut-être ainsi naissance à la légende qui en fait le premier roi à avoir été enterré au lieu de remonter au ciel.
À l’époque donnée comme celle du 29e tsenpo, Lha Thothori Nyantsen, la chefferie de Sheboye semble en pleine expansion. Dans la vallée de Lhassa, deux autres chefferies importantes, Yanbochasung et Gyinorjam'en, sont chacune à la tête d’une alliance de tribus. Des luttes de rivalité au sein de ses alliances permettent à Sheboye-Tubo de prendre une place prééminente.
Le Tibet serait né définitivement au château de Taktsé situé à Chingwa (tibétain : ཕྱིང་བ, Wylie : phying ba, THL : chingwa) dans le district de Chonggyä (tibétain : འཕྱོངས་རྒྱས, Wylie : ’Phyongs-rgyas, THL : chonggyé) où, selon les Annales et Chronique tibétaines, un groupe de conspirateurs convainc le roi Tagbu Nyasig de se rebeller contre Gudri Zingpoje (Dgu-gri Zing-po-rje), vassal de Zhang Zhung alors sous la dynastie Lig myi. Gudri Zingpoje meurt prématurément et son fils Namri Songtsen convainc les conspirateurs de s’allier avec lui. Devenu roi, Namri Songtsen se sent suffisamment puissant pour envoyer en 608 et 609 deux ambassades en Chine, marquant les premières relations internationales du Tibet.

## L'apogée de l'Empire tibétain (VIIesiècle-milieu duIXesiècle)

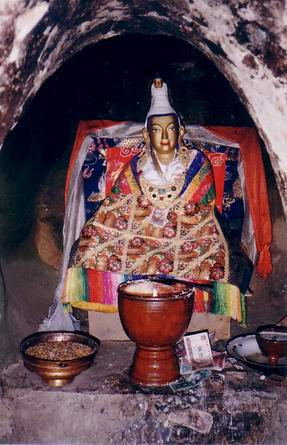
Effigie de Songtsen Gampo dans sa grotte à Yerpa.

Les plus célèbres rois du Tibet, Songtsen Gampo (609? – 650), Trisong Detsen et Relpachen, sont considérés comme des Chögyal (Chos rgyal) ou Dharmaraja. Le premier, assisté du chancelier Gar Songtsen, donna au Tibet les frontières qui seront encore les siennes au début du XXe siècle et fonda Lhassa où il installa son gouvernement ; il fit construire le premier bâtiment du palais du Potala. Il soumit Zhangzhung, son plus important concurrent immédiat, et étendit son influence jusqu'au Pamir, au Népal et en Chine occidentale. Symbole de ses réussites militaires et diplomatiques, il obtint en mariage les princesses Bhrikuti (népalaise) et Wencheng (chinoise), à qui l’on prête l’introduction du bouddhisme au Tibet et la construction de nombreux temples dont le Jokhang. Il envoya en Inde des Tibétains pour y étudier le sanskrit ; on attribue à son ministre Thonmi Sambhota l’invention de l'écriture tibétaine, inspirée de l'alphabet devanagari. Trisong Detsen (règne 740 ou 755 suivant les sources -797) est connu comme le roi qui implanta définitivement le bouddhisme au Tibet en invitant Shantarakshita et Padmasambhava et lui imprima sa spécificité en optant pour la tradition indienne et tantrique au détriment de la tradition chinoise. Il décréta le Bouddhisme religion d'état au Tibet.

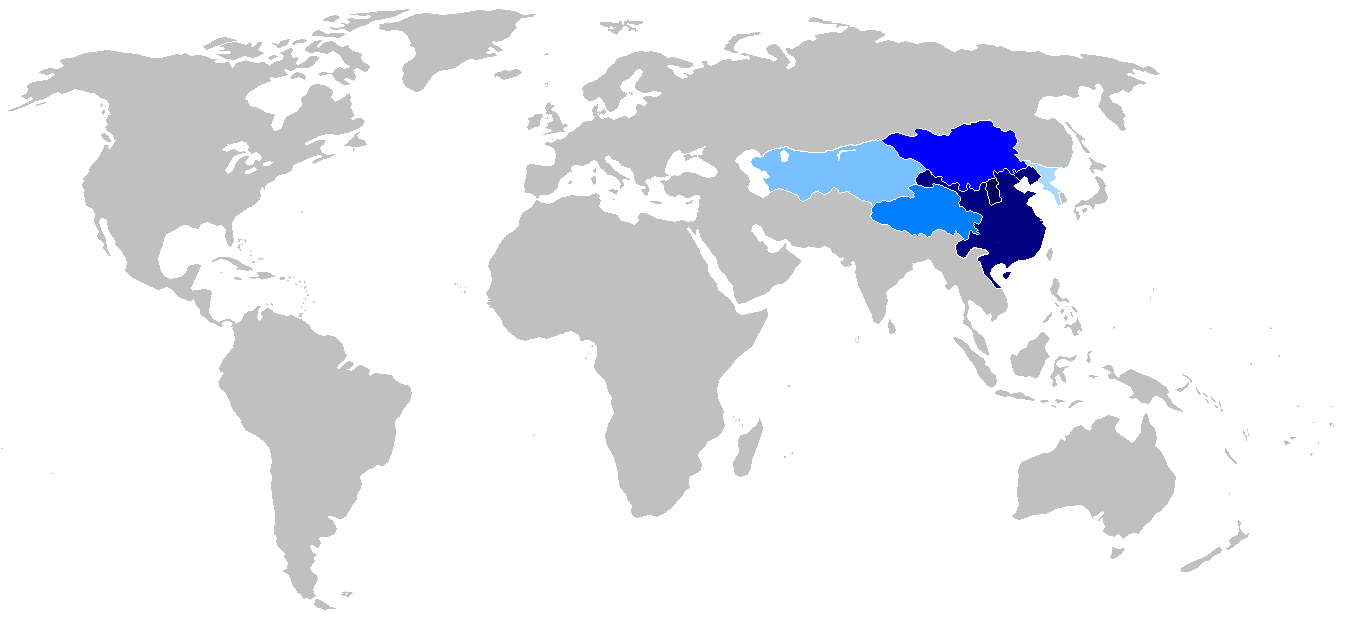
L’Empire tibétain et son voisin chinois au VIIe siècle.
Empire tibétain (royaume de Tubo)
Chine des Tang
Territoires turcs orientaux disputés entre plusieurs peuples, sous contrôle chinois de 630 à 682
Territoires turcs occidentaux disputés entre plusieurs peuples, sous contrôle chinois de 642 à 665

Durant les deux siècles suivant la mort de Songtsen Gampo (650), les Tibétains tentent d’agrandir ou de défendre leur territoire contre les puissances et peuplades voisines (Chinois, Kirghizes, Ouïghours, Abbassides), variant leurs alliances au gré des événements. Alliés aux musulmans du Califat abbasside, ils remportent avec ces derniers la bataille de Talas (751). Cette victoire leur permet d’étendre pendant une décennie leur influence en Asie centrale au détriment de la Chine. En 763, sous le règne de Trisong Detsen, les Tibétains envahissent même la capitale de la Chine Chang'an,.
Pour l'orientaliste universitaire, Henri Cordier, c'est l'élément marquant l'apogée de l'Empire tibétain, qui déclinera quand les Ouïgours envahirent tout l'Empire chinois, entre Pei t'ing et Aksou. Pour le journaliste Thomas Laird interrogeant le dernier dalaï-lama Tenzin Gyatso, ils mettent en place leur propre empereur[Qui ?] car l'empereur de Chine Daizong s'est enfui à Luoyang. Cette victoire a été préservée pour la postérité dans le Zhol Doring (pilier de Shöl ou pilier en pierre) à Lhassa. À la charnière des VIIIe et IXe siècles, les Tibétains sont souvent en guerre contre les Abbassides et leur disputent, en vain, Samarcande et Kaboul.

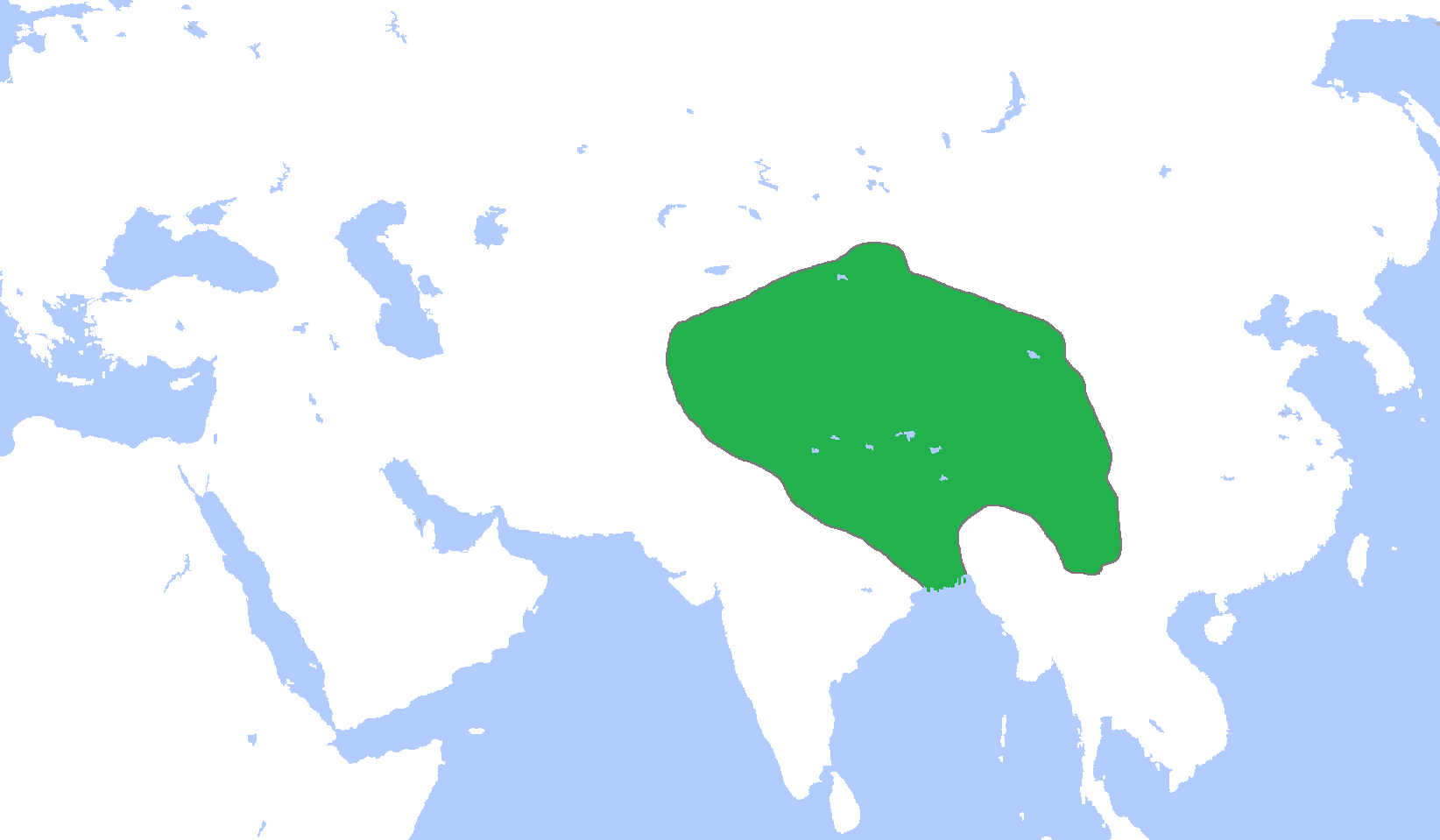
L’Empire tibétain à son apogée, en l'an 800

En 822, le traité de paix sino-tibétain fut signé entre l’empereur du Tibet, Tri Ralpachen et l’empereur chinois Tang Muzong (820 — 824) de la dynastie Tang. Le traité permit de stabiliser les relations politiques, militaires et commerciales entre le Tibet et la Chine. Ainsi le traité délimita la frontière entre les deux empires.

## Chute de l'empire
Bien que la structuration administrative du pays progresse, le Tibet conserve un fonctionnement de royauté et de féodalité où le pouvoir central est menacé par les conflits entre clans et membres de la famille royale. À partir du VIIIe siècle, le bouddhisme est décrété religion d’État, mais l'ancienne tradition chamanique bön subsiste.
L'empereur tibétain Langdarma tue en 838 son frère, l'empereur bouddhiste Tri Ralpachen et prend alors le contrôle de l'État. Il interdit le bouddhisme, et rend le bön religion officielle. Il se fait assassiner par un ermite bouddhiste (en 841 ou 842), le pays se retrouve alors de nouveau divisé.

## Introduction du bouddhisme tantrique

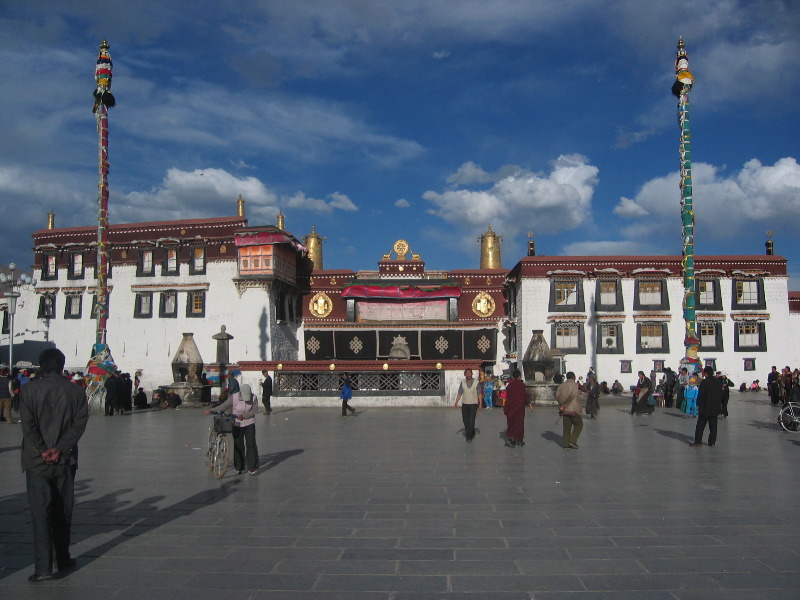
Temple de Jokhang attribué au roi Songtsen Gampo et à ses épouses bouddhistes ; il abrite la statue du Jowo, Bouddha enfant, que la reine chinoise aurait apportée dans sa dot.

Du fait de la rareté des sources écrites et des traces archéologiques datant de l’empire de Tubo, et du style peu réaliste des récits relatant l’introduction du bouddhisme, cette partie de l’histoire tibétaine reste en fait assez mystérieuse. Les documents ne deviennent plus nombreux qu’à partir de la seconde vague d’influence bouddhiste (Xe–XIe siècles). La tradition fait remonter les premiers contacts avec cette religion au règne de Songsten Gampo (609 ?-650) - bien qu’une légende prétende que dès 433, sous le règne de Lhatho-Thori-Nyentsen, un texte bouddhique et des objets sacrés auraient atterri sur le toit du palais royal. Songtsen Gampo aurait épousé deux femmes bouddhistes, une Népalaise et une Chinoise, qui apportèrent avec elles les premières statues de bouddha, dont le fameux Jowo exposé au temple de Jokhang dont la construction est attribuée à Songtsen Gampo. D’autres temples auraient été bâtis par les deux reines, assimilées ultérieurement par la tradition à deux incarnations du bodhisattva Tara. Les destructions dues aux invasions n'ont laissé au Népal que peu de traces de l'époque et aucune de la princesse Bhrikuti. Quant à la princesse chinoise Wencheng, nièce de l’empereur Tang Taizong titrée pour l'occasion, et dont l'identité exacte est inconnue, on ignore si elle était bouddhiste ou taoïste, religion officielle de la famille impériale. Tout au moins la figure de ces deux reines représente-t-elle les deux sources principales de l’influence bouddhique dans le pays des Neiges. Un siècle et demi plus tard, en 792, on voit les moines chinois chan chassés sur ordre du roi Trisong Detsen après une joute de magie et débats ayant tourné à l’avantage des Indiens.
Le roi Trisong Detsen a joué un rôle déterminant dans l’orientation religieuse du pays en y invitant un abbé de Nâlandâ, Shantarakshita (arrivé avant 767 et décédé en 802), puis le grand maître tantrique Padmasambhava (arrivé vers 817). Ensemble ils ont fondé le premier monastère de Samyé, Shantarakshita jetant les bases et Padmasambhava luttant contre les démons et les forces négatives (identifiés aux traditions religieuses locales dont le bön) contre lesquels les moines ordinaires sont impuissants. La tradition crédite ainsi Trisong Detsen d’avoir appuyé le bouddhisme contre le bön, et choisi le vajrayāna d’origine indienne contre le chan, une forme de bouddhisme mahāyāna née en Chine. Yeshe Tsogyal, épouse de Trisong Detsen offerte à Padmasambhava qui lui confiera son enseignement ésotérique afin qu’elle le cache au bénéfice des générations futures, symbolise l’appropriation du vajrayana indien par le Tibet.

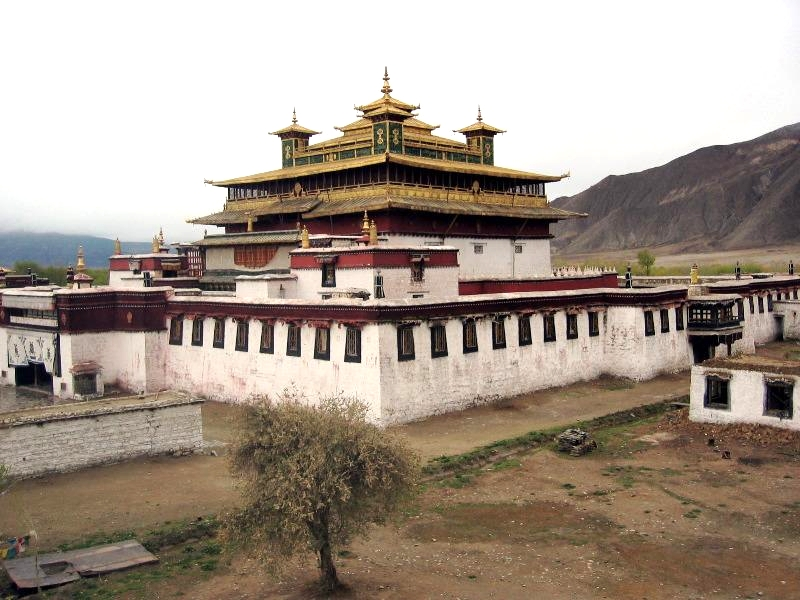
Le monastère de Samyé, premier centre bouddhiste attesté, attribué à Shantarakshita et Padmasambhava

C'est également sous son règne et sous son égide qu’aurait été entrepris le premier travail de traduction de sutras et tantras qui devait fournir le corpus de la « tradition ancienne » nyingmapa. En fait, beaucoup de ces textes -ainsi que des textes bön- sont des redécouvertes ultérieures par vision ou inspiration, appelés « trésors cachés » (terma). Selon la tradition, Padmasambhava, Yeshe Tsogyal et les premiers maîtres ont en effet dissimulé leurs enseignements pendant ces temps troublés. En effet, l’affiliation religieuse bouddhiste/bön se mêle vite aux rivalités politiques, donnant lieu à des persécutions mutuelles. Le règne de Langdharma (836–842) fut ainsi défavorable au bouddhisme et il aurait été assassiné par un ascète de cette tradition. De manière générale, le bouddhisme pénètre autant en absorbant les traditions religieuses locales qu’en rivalisant avec elles. Le monachisme occupe au mieux une place mineure et c’est seulement vers la fin du IXe siècle qu’on distingue clairement le clergé « rouge » monastique du clergé « blanc » laïc, qui devait constituer au début l’essentiel du lot.
À cette époque, les Tibétains entrent également en contact avec d’autres religions comme le manichéisme pratiqué entre autres par les Ouïghours et le nestorianisme en expansion vers l’Orient. Au VIIIe siècle, le patriarche Thimotée 1er (727-823) mentionne l’existence à Tubo d’une communauté prometteuse pour laquelle il réclame l’envoi d’un évêque.